# 港埔國小站
捷運港埔國小站位於台灣高雄市林園區，為高雄捷運紅線（小港林園線）（規劃中）的捷運車站。

## 車站概要
車站代碼為RL5。站區位於沿海路四段、校前路口。

## 車站構造
地下車站，兩個出入口。

## 車站週邊
- 港埔國小

## 歷史

### 預定時程
20??年：隨著小港林園線「林園工業區─大湖」段通車而啟用。